# Sonny Clay
Sonny Clay (* 15. Mai 1899 in Chapel Hill (Texas) als William Rogers Campbell Clay; † 13. April 1973 in Los Angeles) war ein US-amerikanischer Jazzmusiker (Schlagzeug, Piano) und Bandleader.

## Leben
Sonny Clay zog mit seiner Familie 1908 nach Phoenix (Arizona). Als Jugendlicher spielte er in lokalen Bands; ab 1918 ging er auf Tourneen im Südwesten der USA, spielte in kleineren Ensembles in Kalifornien, Arizona und Tijuana (Mexiko). Dort war er als Schlagzeuger Mitglied in der Band von Jelly Roll Morton. Um 1921 zog er nach Los Angeles und spielte bei Reb Spikes’ und Kid Orys Original Creole Jazz Band. Erste Plattenaufnahmen entstanden, als er die Bluessängerin Camille Allen begleitete; dabei nahm er für das Label Sunset Records auch zwei eigene Seiten auf. Mitte der 1920er Jahre stellte er eine eigene Band zusammen und erhielt ein Engagement im Plantation Club. Unter dem Bandnamen Sonny Clay’s Plantation Orchestra entstanden ab 1925 Aufnahmen für Sunset und Vocalion; es folgten bis 1927 weitere Auftritte im Plantation Club. Der Band gehörte auch der junge Posaunist Britt Woodman an.
Im Januar 1928 ging Clay mit seiner Band auf eine Australien-Tour, zusammen mit einer afroamerikanischen Vaudeville-Produktion namens Sonny Clay and the Colored Idea. Der Truppe gehörten Tänzer, Vokalgruppen, darunter auch die junge Sängerin Ivie Anderson an, die später im Duke Ellington Orchestra bekannt wurde. Während der Tour gerieten Bandmitglieder in Schwierigkeiten, als sie wegen Beziehungen mit australischen Frauen angezeigt wurden; die ausstehenden Auftritte der Tournee wurden abgesagt und verschiedene Mitglieder von Clays Gruppe wurden inhaftiert. Darauf kehrte er nach Los Angeles zurück und gründete ein zehnköpfiges Ensemble namens The Dixie Serenaders, mit denen er im Großraum Los Angeles auftrat, bis er sie Anfang der 1930er auflöste. Bis zum Beginn des Zweiten Weltkriegs trat Clay dann als Solist in Clubs der Stadt auf. Während des Krieges war er Bandleader in einer Special Services Division. Nach Kriegsende setzte er seine Clubauftritte als Pianist fort; Ende der 1940er verließ er das Musikgeschäft, um bei der Post zu arbeiten. Erst Ende der 1950er trat er wieder als Solist in Erscheinung; 1960 entstanden letzte Aufnahmen.

## Diskografische Hinweise
- West Coast Jazz (1922–1932, ed. 2003)